# Brachyarthrum limitatum
Brachyarthrum limitatum – gatunek pluskwiaka z podrzędu różnoskrzydłych i rodziny tasznikowatych (Miridae). Jedyny znany przedstawiciel rodzaju Brachyarthrum.

## Budowa ciała
Owad ma ciało długości od 4,3 do 4,8 mm o kształcie u samców bardziej niż u samic wydłużonym. Ciało brązowe do brązowoczarnego u samców, a u samic czerwonawe. Odnóża czerwonożółte z brunatnymi kolcami na goleniach.

## Tryb życia
Pluskwiak ten występuje na topoli osice. Imagines pojawiają się od czerwca do lipca. Zimują jaja. Posiada jedno pokolenie rocznie.

## Występowanie
Owad ten występuje w dużej części Europy oraz Mongolii i wschodniej Rosji. W Polsce bardzo rzadki i od dawna nie znajdowany.